# Arctostaphylos luciana
Arctostaphylos luciana är en ljungväxtart som beskrevs av Philipp Vincent Wells. Arctostaphylos luciana ingår i släktet mjölonsläktet, och familjen ljungväxter. Inga underarter finns listade i Catalogue of Life.